# Hh (dwuznak)
Hh – dwuznak składający się z dwóch liter H. Używana jest w niektórych językach w Afryce. Występuje na przykład w języku zulu, czyli języka etnicznego używanego w RPA. Przykładowym słowem jest ihhashi (koń). Oznacza dźwięk krtaniowego polskiego ch lub h, który jest odpowiednikiem fonetycznym dla języka czeskiego. W międzynarodowej transkrypcji fonetycznej IPA oznaczany jest symbolem [ɦ].